# Spiradiclis umbelliformis
Spiradiclis umbelliformis är en måreväxtart som beskrevs av Hsien Shui Lo. Spiradiclis umbelliformis ingår i släktet Spiradiclis och familjen måreväxter. Inga underarter finns listade i Catalogue of Life.